# Space Apps Challenge
Space Apps Challengeは、米国航空宇宙局（NASA）や、宇宙航空研究開発機構（JAXA）などが公開している宇宙・地球環境・衛星関連のデータを使ったアプリを開発するハッカソンイベントである。世界各国の複数の都市で同時に開催されている。
東京を会場としたSpaceApps Tokyoも2012年より毎年開催されている。スペースデブリ(宇宙ゴミ)をコレクションしたりAR表示できるアプリ「宇宙のカケラ-Dear My Space Debris-」や、火星の人面岩を機械学習で探す「Marsface Project (マー、宇宙文明発見グループ(後述))」などのアプリケーションが誕生した。

## 開催実績
| 年                 | 月日        | 区分 | 開催場所                                             | 参加者数 | チャレンジ数 | 作品数 |
| ------------------ | ----------- | ---- | ---------------------------------------------------- | -------- | ------------ | ------ |
| 2012               | 4月21–22日  | 17   | 25                                                   | 2,004    | 64           | 101    |
| 2013               | 4月20–21日  | 44   | 83                                                   | 9,147    | 57           | 770    |
| 2014               | 4月12–13日  | 46   | 95                                                   | 8,196    | 40           | 671    |
| 2015               | 4月11–12日  | 61   | 133                                                  | 12,728   | 35           | 937    |
| 2016               | 4月22–24日  | 61   | 161                                                  | 15,000   | 25           | 1300   |
| 2017               | 4月29–30日  | 69   | 187                                                  | 25,000   | 25           | 2,000+ |
| 2018               | 10月19-21日 | 75   | 200                                                  | 18,000   | 25           | 2,000+ |
| 2019               |             | 71   | 225                                                  | 29,000   | 25           | 2,000+ |
| COVID-19 Challenge |             | 150  | 6 Regions(Virtual)                                   | 15,000   | 12           | 2,000+ |
| 2020               | 10月2-4日   | 148  | 251(Virtual)                                         | 26,165   | 24           | 2,300+ |
| 2021               | 10月2-3日   | 162  | Virtual                                              | 28,200+  | 27           | 2,800+ |
| 2022               | 10月1-2日   | 162  | 323 Local Events 4,005 Universal Event Registrations | 31,561   | 22           | 3,094  |
| 2023               | 10月7-8日   |      |                                                      |          |              |        |

## 日本の2012年受賞作品
- 1位
  - 「CO-CUPOLA」 - ISSの出窓「キューポラ」からの眺めを実物大で体験できるシステム。
- 2位
  - 「LinkAStar」 - スマートフォンを夜空に向けて表示された星を選択することにより、星にチェックインできるアプリ。
- 3位
  - 「Artistic Data Materialization」 - NASAなどが提供する宇宙関連のデータをもとに、アクセサリや日用品の形状データを生成するアプリケーションを開発し、そのデータを3DプリンターやCNCフライスを用いて物体化。
- JAXA賞
  - 「CONNECT（Magnetic Field Line connect Our Life)」 - 磁力線アプリ。地球上に無数にある磁力線をもっと身近に感じ、磁力線の向こう側とつながるサービス。

## 日本の2013年受賞作品
- 1位
  - 「Personal Geo Cosmos」 - 日本科学未来館に設置されている巨大地球儀「Geo Cosmos」を自宅で楽しむための仕掛けを作成。
- 2位
  - 「ソーラーパネル、どこへ置く？」 - 12年間の衛星データから雲の位置を積算して、雲の影響が少ない場所を探し、ソーラーパネルをどこへ置けばいいかを考えるアプリ。
- 3位
  - 「Dear my SPACE DEBRIS」 - 深刻化する宇宙ゴミ（デブリ）の問題を自分事として考えようというコンセプトのアプリ。
  - 「Marsface Project」（宇宙文明発見チーム） - 火星や月の画像データから人の顔に似た模様を見つけるプロジェクト。
- カパル賞
  - 「Making the New Constellations Sets：新しい星座を作る」 - 今の文化的価値観から新しい星座を作るプロジェクト。
- Samurai Fab ヨコハマものづくり工房賞
  - 「火星猫じゃらし」 - 遊びながら火星を学べる猫向けの知育玩具を作るプロジェクト。
  - 「Linking Space and Health」（宇宙の天候と私の健康） - 宇宙のデータと人の健康データを集めて解析することで相関関係を明らかにするプロジェクト。
- AWSアーキテクト賞
  - 「Linking Space and Health」（宇宙の天候と私の健康）
- ASTRAX賞
  - 「Lunar Travel Agency」 - 具体的な月旅行のプランを考えるプロジェクト。
  - 「VOY∀GER」 - 擬人化されたボイジャーと対話をしながら、その軌跡と観測結果を学べるウェブアプリ。
- Yahoo!賞
  - 「Star Music（星の音楽）」 - ディスプレイ上の星座にタッチすると音がする楽器アプリ。
- JAXA賞
  - 「Dear my SPACE DEBRIS」 - 深刻化する宇宙ゴミ（デブリ）の問題を自分事として考えようというコンセプトのアプリ。

## 日本の2014年受賞作品
- 最優秀賞
  - 「チーム☆インベーダ」 - 宇宙から降り注ぐさまざまな宇宙線をhue，MOVERIO，ARなどを使って可視化するアプリ。
- 第2位
  - 「みんなで見よう、インフルエンザ・ハザード」 - インフルエンザに感染したら，感染申告WebサイトへGPS付携帯でアクセスしてクリックすると，日時と位置情報がサーバに登録されるというサービス。
- 第3位
  - 「Faamo」 - JAXA衛星データを用いた農地のクラスタリングを行うことで，ユーザがしていた産地の地質の似ている農地をマッピング。
- 欧文印刷賞
  - 「Save the Hero」 - 宇宙では骨量が骨粗鬆症の約10倍の速さで減少するという宇宙飛行士の課題を解決するプロジェクト。
- マイクロソフト賞
  - 「space chat」 - 衛星軌道をくるくると回るコミュニケーションチャットツールを開発するプロジェクト。
- セイコーエプソン賞
  - 「宇宙の歩き方」 - 惑星や月の地表のデータから観光地図を作るプロジェクト。
- デンソーアイティーラボラトリ賞
  - 「Sprite Orbits」 - Google EarthとOrekitを使って直感的にSpriteのセンサー情報を表示できるWebアプリ。
- JAXA賞
  - 「Hi-RezClimate」 - 衛星「しずく」のデータをJSON形式のデータに変換するサービス。

## 日本の2015年受賞作品

### 東京会場
- 最優秀賞
  - 「チームのーくり」 - 複数の衛星が観測しているブラックホールなどのデータを集約するiOSアプリ「Active Space Rader」を開発。
- 優秀賞（2位）
  - 「Toward HyperLocation for Everyone」 - 高精度位置測位を活用した精密農業を普及させるため、測量などで使われる高精度測位方式「RTK-GNSS」をスマートフォンなどの安価な端末で実現する。
- People's choice
  - 「Team Space Debris」 - スペースデブリ（宇宙ごみ）の位置を3D地球儀上に表示し、デブリの状況がわかるようにする。
- デンソーアイティーラボラトリ賞
  - 「まいまいがなう」 - 蛾の大量発生による被害の解決を目指すプロジェクト。
- HackCamp賞
  - 「マー」 - NASAが保有する膨大な映像を入手して、人工知能技術などを使って物体認識させるプロジェクト。
- Yahoo! JAPAN賞
  - 「マー」
- JAXA賞
  - 「Pepper Wave」 - ソフトバンクのコミュニケーションロボット「Pepper」を利用したプロジェクト。現在地からISSまでの距離をPepperが教えてくれるほか、ISSが近づくとウェーブを行う。
- IBM賞
  - 「マー」

### 山口会場
- 最優秀賞
  - 「しんりゃくのめいおうせい」 - 宇宙人が地球を侵略するゲーム。冥王星人が他の惑星の宇宙人たちと仲間になって、地球侵略をすすめていく。
- 優秀賞
  - 「Sound of PLANET」 - 膨大なNASAの音声データを利用して、宇宙を「音」で体感する作品。
- Ingress犬飼賞
  - 「地球防衛軍ISS」 - 地球に向かってくる隕石をビームで撃ち落とすシューティングゲーム。
- スペース美津子賞：
  - 「無重力アクセサリー」 - 無重力空間で物体がふわふわと漂う光景から着想を得たアクセサリー。
- 宇宙の朴賞
  - 「SPACE GOLF」 - 地球からISSを目指してゴルフボールをかっとばすゲーム。

### 会津会場
- Global Nominee #1
  - 「GENESIS OF SPACE JOURNEY」
- Global Nominee #2
  - 「Levitation Stone」
- People's choice
  - 「CaseMap」

### 肝付会場
- Global Nominee #1
  - 「SPACE SELFIE」

### 坂井会場
- Global Nominee #1
  - 「Asteroid Capture」
- Global Nominee #2
  - 「ISS WATCHER」
- People's choice
  - 「GRBwatch」

## 日本の2016年受賞作品

### 東京会場
- 最優秀賞 -「チャテライト (Chattelite)」人狼ズ - 3500個ある人工衛星がキャラクター性を持っておしゃべりするアプリケーション。深層学習、言語処理、リアルタイムレンダリングを用いる。
- 優秀賞（2位） -「Linkress」fLying DiSH - Ingressからインスピレーションを得たゲーム。Bluemixを用い開発。衛星データ、気象データや位置データとリンクさせてプレイする。
- People's Choice賞 -「Tell Star」マッシュ＆ルーム - 子供たちに宇宙のことを伝えるアプリケーション。自分だけの宇宙が作れたりする。
- JAXA賞 -「カンパイサテライト／Cheers to the Satellites」カンパイサテライト - グラスに衛星型センサーを付け、乾杯の方向に衛星があるとその衛星の情報が送られてくる仕組み。
- JAXA賞 -「Wearable Bath」de-stress- 後始末の難しさから宇宙ではシャワーやお風呂が入れない課題解決を目指したウェアラブルお風呂の制作。手用の風呂と、足湯を用意した。
- JAXA賞 -「Visualize precipitation」宇部2東京リモート.js - D3.js、Leaflet、E2D3を用い、降水量を可視化するアプリケーション。どの地域がどれだけ雨が降っているかわかる。
- 構造計画研究所賞 -「チャテライト (Chattelite)」人狼ズ
- デロイトトーマツファイナンシャルアドバイザリー賞 -「KEvol view」KEvolution - 海の男をサポートするアプリケーション。通信用衛星追従アンテナ、ホログラムによる直感的な最適経路を表示する。
- デンソーアイティーラボラトリ賞 -「OPENDATA SPACE AND AVIATION FOR TOURISM」6562 Taiyaki - 宇宙関連情報に位置情報を付けたデータ基盤。Picapicard、Bluemixを用いて、旅行業で用いるデザインパターンを作成した。
- HAKUTO賞 -「KEvol view」KEvolution
- HAKUTO賞 -「Astro Sailors」アストロイセイラーズ - Unityを用い、誰でも使えるインタラクティブな体験のできるVRゲーム。他の星に行ったらどのような体験ができるのか表現する。
- HAKUTO賞 -「Wearable Bath」de-stress
- HAKUTO賞 -「カンパイサテライト／Cheers to the Satellites」カンパイサテライト
- HackCamp賞 -「OPENDATA SPACE AND AVIATION FOR TOURISM」6562 Taiyaki
- 日本アイ・ビー・エム賞 -「Linkress」fLying DiSH
- 日本マイクロソフト賞 -「チャテライト (Chattelite)」人狼ズ
- ヤフー賞 -「Wearable Bath」de-stress

### 会津会場
- 1位 -「Space Album」チームSpace NANA - 星座を作るアプリケーション。
- 2位 -「生存くん」チームもうしわけNASA - 火星で生活する事になったときに生き残れるように手助けをしてくれる機械。
- People's Choice賞 -「Dive to Mars」チームDive to Mars - 火星をスカイダイビングを擬似体験してもらい火星の広さや面白みを知ってもらうアプリケーション。

### 宇部会場
- 1位 -「Auroter Aurora+twitter」 - 昭和基地の地磁気観測データを使用したオーロラアプリ。
- 2位 -「Visualize precipitation」 -  D3.js、Leaflet、E2D3を用い、降水量を可視化するアプリケーション。どの地域がどれだけ雨が降っているかわかる。
- People's Choice賞 -「Space Elevator defence game application」 - エイリアンから宇宙エレベーターを守るゲーム。

### つくば会場
- 最優秀賞 -「Fishing forecast by using satellite data」Aerial
- 優秀賞 -「Fishing forecast by using satellite data」FLARECAST
- People's Choice賞 -「The ZEN」おおさき天文同好会

### 福井会場
- 最優秀賞 -「Chicken Rocket」
- 優秀賞 -「Balloon Streamer」
- People's Choice賞 -「Global warming is Starting…」

### 相模原会場
- 授賞はなし

### 熊本会場
- 平成28年熊本地震のため、開催中止 [18]

## 日本の2017年受賞作品

### 東京会場
- 最優秀賞 - COEDO
- 優秀賞 - 職人
- Peoples Choice - M.J.G.A.
- 日本アイ・ビー・エム賞 - HELP ME
- DMM.com賞 - COEDO
- JAXA賞 - COEDO
- ヤフー賞 - キノコは地球を救う by マッシュ＆ルーム
- HackCamp賞 - I Said.
- LODチャレンジ2017実行委員会賞 - 劇団スーパーコンプレックス
- ガリレオ賞 - Gratitude to the Crane（鶴の恩返し）
- リンクデータ賞 - SPACE FISH CENTER!
- ミウラ折りラボ賞 - M.J.G.A.
- TELSTAR賞 - Gratitude to the Crane（鶴の恩返し）
- もうやんカレー賞 - 職人

### 筑波会場
- Global進出 - GLEANE
- Global進出 - AERIAL
- Peoples Choice賞 - Apollo2017

### 会津会場
- Global進出 - SYN
- Global進出 - HOS
- Peoples Choice賞 - Kuma’s Bear

### 大阪会場
- 最優秀賞 - F4(Favor 4 Fire Fighters)
- 優秀賞 - Earth Ice Sight
- Peoples Choice賞 - Shoe Kicking

### 宇部会場
- Global進出 - Rikadai team
- Global進出 - UBE_Wood_2
- Peoples Choice賞 - Solar Inc.

### 熊本会場
- 授賞はなし

## 日本の2018年受賞作品

### 東京会場
- Tokyo Award（Global進出） - 魔法少女べんぬ「Asteroid Interview!」
- Tokyo Award（Global進出） - Challenge Record「POLAR NOW」
- People's Choice - LatLat Long lab「WEAR[E]ARTH」
- IBM賞 - Challenge Record「POLAR NOW」
- 芋屋種子島賞 - Beautiful Earth「大海原の天使　Sea Turtle」
- IchigoJam賞 - HOSHIMO「Photosensing*Dome」
- 株式会社うちゅう賞 - クラッピーシンドローム「xぐらびてい」
- 株式会社うちゅう賞 - Challenge Record「POLAR NOW」
- ガリレオ賞 - Bonz「Mars EYE」
- シードハウス賞 - Thunder「Thunder Notification Ball」
- JAXA賞 - もじゃ-CO「ドキュメンタリー　提案予告」
- JAXA賞 - ウナギサクセン「ウナギサクセン」
- JAXA賞 - マー「ベンヌちゃんねる」
- DjangoGirlJapan賞 - Toyoko Rocket「Launch or Delay?」
- ミウラ折りラボ賞 - Kenichi Shida by SBC.X lab「Kind of natural disaster」
- もうやんカレー賞 - 宇宙の音「CosmicSound」
- 横浜宇宙賞 - Wizard Maker「Check maker」
- mojamojajunction賞 - 魔法少女べんぬ「Asteroid Interview !」
- リンクデータ賞 - ABLab「EarthMusic」

### 大阪会場
- 最優秀賞（Global進出） - Team Debris T-shirt
- 優秀賞（Global進出） - LOST ICE
- People's Choice - LOST ICE
- スカイマーク賞 - Team debris T-shirt
- さくらインターネット賞 - LOST ICE
- 関西大学梅田キャンパス賞 - 宇宙人探し隊

### 会津会場
- Global進出 - 「u-bouzu」

### 宇部会場
- Global進出 - 「Ube Makers」
- Global進出 - 「Voice raisers」
- People's Choice - 山陽小野田市立山口東京理科大学アプリケーション開発研究部

### 神戸会場
- Global進出 - 「rocket-up」
- Global進出 - 「Space Musicians」
- People's Choice - 「Space Musicians

### 豊橋会場
- 総合優勝（豊橋賞、Global進出） - 「Space Species」
- 優秀賞（Global進出） - 「Galactic Railroad」
- People's Choice - 「Space Species」

## 日本の2019年受賞作品

### 東京会場
- Global賞（最優秀賞） - 「Ground Escape」Lat Lat Long Lab - 水害等の災害からの避難経路案内
- LOVOT賞 - TSURUTSURU ZARAZARA「YOSEATSUME」- 月面の物質調査における触感の視覚化
- 事務局長特別賞・People's Choice賞 - DEBRIS QUEST「DEBRIS QUEST」 - スペースデブリ(宇宙ゴミ)回収ゲーム

### 横浜会場
- Yokohama Award（Global進出） - Team Yoshi「あっくんちょ」
- Yokohama Award（Global進出） - FIREFIGHTING PLANNER「FIREFIGHTING PLANNER」
- データ部門　最優秀賞 - Kenichi Shida SBC. X labチーム「PLATFORM TO PROTECT CITIZENS FROM WATER DISASTERS」
- エレクトリック部門　最優秀賞 - Team Yoshi「あっくんちょ」
- コンセプト部門　最優秀賞 - Team Yoshi「あっくんちょ」
- インパクト部門　最優秀賞 - FIREFIGHTING PLANNER「FIREFIGHTING PLANNER」
- 感動部門　最優秀賞 - KK「MOON LIFE」
- 科学部門　最優秀賞 - マッシュルーム・マニアチーム「RISE TO RESILIENCE BY MUSHROOM!!」

### 札幌会場
- 最優秀賞（Global進出） - AWL PLANET「SIMSVERSE」
- 優秀賞（Global進出） - Happy Debris ver2.0「HAPPY DEBRIDAY」
- NoMaps賞 - RGB_AWL「どれにしようかな？」
- 審査員賞 - PONYO LASER「PONYO LASER」
- 審査員賞 - AWL PLANET「SIMSVERSE」
- ビットスター賞 - Happy Debris ver2.0「HAPPY DEBRIDAY」
- さくらインターネット賞 - MOMIJI「宇宙から紅葉狩り」
- TSUKUMO賞 - Team COMET「流星観測推進ゲーム」

## 日本の2020年受賞作品

### 豊橋会場
- 審査員長賞/People's Choice賞（Global Nominees） - 丑之日プロジェクト「地球外天体の探索環境に配慮した探索モジュール」
- 審査員特別賞/前田亜美賞(Global Nominees) - 雅風「睡眠と健康を管理するドライ野菜宇宙食」
- ええじゃないか豊橋賞 - Clapper Syndorome T「星間旅行をイメージできるVRアプリ」
- 俺の空賞 - アイスプラネットチーム「循環型、火星表面の切削装置」
- 俺の海賞 - Flood Musicチーム「衛星データから洪水域を予測する」
- 豊橋オーガナイザ賞 - 豊田能也さん「オリガミスペースクラフト」

## 日本の2021年受賞作品
2021年は、3会場で開催された。

### 横浜会場
- インパクト部門賞（Global Nominees） - SAMURAI SPROUTS「Gel Loop - a zero waste nutrition cycle for space」
- コンセプト部門賞 - KAWAUCHI SPACE CLUB「Landslides alert chatbot including information provided by local people」
- データ部門賞 - YOKOHAMA WHEEL MAP「Universal Tourism Desk for COVIT-19」
- People's Choice賞 - SAMURAI SPROUTS「Gel Loop - a zero waste nutrition cycle for space」

### 豊橋会場
- Global Nominees - cosmicsound2021「Feel the cosmicsound」
- Global Nominees - 絆「Reach the space!! Jack and the Beanstalk」
- とよはし賞 - e-SAKO「惑星旅行中のリラックスゲーム」
- 海の男賞 - 丑之日プロジェクト「ヒト用対宇宙環境仕様自撮棒 Satsue-chan」
- 雲の男賞 - deepa「Sunefit」
- Social Good賞 - Dream Clean Stream「Dream Clean Stream」
- レモンNG賞 - SHARK「Let's enjoy eating in space more!」
- Tellus賞 - プロトスター「Japanese‌ ‌Rice,‌ ‌”Seiten‌ ‌no‌ ‌Hekireki‌ ‌(青‌天‌の‌霹‌靂)”,‌ ‌and‌ ‌Use‌ ‌of‌ ‌Satellite‌ ‌Data‌」

### 和歌山串本会場
- Global Nominees - Moon Moto「Space Lander」
- Local People's Choice Winner - Moon Moto「Space  Lander」

## 日本の2022年受賞作品
2022年は、6会場で開催された。

### 札幌会場
- Global Nominees - 「PlaPET」

### 丸森会場
- Global Nominees - 「くわ茶」

### 前橋会場
- Global Nominees - 「Gunma Empire」

### 豊橋会場
- Global Nominees - 「team-X-Alien」

### 串本会場
- Global Nominees - 「Toin School Team」

### 山口会場
- Global Nominees -  「Twinkle Heartbeat」

## 宇宙文明発見グループ
宇宙文明発見グループ（marface project）はNASAが保有する膨大な映像を入手して、人工知能技術などを使って物体認識させるプロジェクト。ISAC Tokyoでは毎年恒例のプロジェクトとなっている。略称は「マー」。毎年、「技術の無駄遣い」という不動の地位を確立している。2016年7月9日には、Space Apps Challengeからのスピンアウト企画「マーハッカソン」が津田塾大学小平キャンパスで開催された。